# Hypnodendron dendroides
Hypnodendron dendroides là một loài Rêu trong họ Hypnodendraceae. Loài này được (Brid.) A. Touw mô tả khoa học đầu tiên năm 1971.